# Eva Schestag
Eva Schestag (geboren 1963 in Laufen (Salzach)) ist eine deutsche Sinologin und Übersetzerin aus dem Englischen und Chinesischen.

## Leben
Schestag studierte Sinologie mit Schwerpunkt klassische chinesische Literatur und Philosophie in München, Nanking, Zürich und Taipeh. Nach langen Auslandsaufenthalten (China, Taiwan, Schweiz, Ungarn und Amerika) lebt sie als freie Übersetzerin in Frankfurt am Main.

## Wirken
Im Jahr 2002 war Schestag an Konzeption und Gestaltung der Ausstellung „Bilder vom Glück“ für das Museum der Weltkulturen beteiligt. An der Goethe-Universität Frankfurt am Main lehrte sie an den Instituten für Sinologie sowie Allgemeine und Vergleichende Literaturwissenschaft.
Schestag übersetzt Prosa, Philosophie und Lyrik aus dem Chinesischen (klassisch und modern) sowie aus dem Englischen. 2009 gab sie gemeinsam mit der Kulturjournalistin Olga Barrio Jiménez die vierbändige Anthologie „Sammlung Chinesischer Klassiker“ im S. Fischer Verlag heraus. In sechsjähriger Arbeit übersetzte sie den ältesten chinesischen Roman Die Drei Reiche. In der kursbuch.edition erschien 2019 ihre Übersetzung von Interviews mit dem chinesischen Künstler Ai Weiwei.
Sie erhielt mehrfach Arbeitsstipendien des Deutschen Übersetzerfonds. 2017 wurde sie für ihre Übersetzung der Drei Reiche mit dem „Desiderat“-Preis der European Science & Scholarship Association ausgezeichnet. 2021 erhielt sie ein Max Geilinger-Übersetzungsstipendium.

## Veröffentlichungen (Auswahl)
Übersetzungen (Auswahl)
- Luo Guanzhong: Die drei Reiche. Zwei Bände. S. Fischer, Frankfurt am Main 2017, ISBN 978-3-10-027041-2.
- Ai Weiwei: Manifest ohne Grenzen. Unter Mitarbeit von Minya Lin, mit Kalligrafien von Wang Ning. Kursbuch Edition, Hamburg 2019, ISBN 978-3-9619-6050-7.
- Cai Jun: Rachegeist. Thriller. Piper, München 2020, ISBN 978-3-4920-5903-9.
- Yang Lian: Erkundung des Bösen. Gedichte. PalmArtPress, Berlin 2023, ISBN 978-3-96258-128-2.
- Rao Pingru: Unsere Geschichte. Vorwort von Kristof Magnusson. Matthes & Seitz, Berlin 2023, ISBN 978-3-7518-0947-4.
- Mark Arax: Risse in der Erde. Auf den Spuren von Wasser und Staub durch Kalifornien. Matthes & Seitz, Berlin 2023, ISBN 978-3-7518-2000-4.
- Can Xue: Schattenvolk. Matthes & Seitz, Berlin 2024, ISBN 978-3-7518-0979-5.

Herausgeberschaft
- mit Olga Barrio Jiménez: Sammlung chinesischer Klassiker. 4 Bände. Fischer, Frankfurt am Main 2009, ISBN                            978-3-1001-0240-9.
- Albert Ehrenstein: Räuber und Soldaten. Frei erzählt nach dem alten Chinesischen. Friedenauer Presse, Berlin 2024, ISBN 978-3-7518-8010-7.